# Аянэ (Dead or Alive)
Аянэ (яп. あやね) — женский персонаж из серии Dead or Alive. Она впервые появилась как партнёр по спаррингу в оригинальной Dead or Alive, выпущенной в 1997 году для Sega Saturn. В версии Dead or Alive для Sony PlayStation, выпущенной в 1998 году, Аянэ уже была доступна как полностью играбельный секретный персонаж. Затем она стала одним из главных и самых популярных персонажей серии (начиная с Dead or Alive 3). Аянэ также часто появлялась вне серии Dead or Alive — чаще всего в играх серии Ninja Gaiden. Аянэ — юный мастер по Ниндзюцу. В её разработке принимал участие Томонобу Итагаки.
Двоюродная сестра Касуми, тоже куноити. Второе лицо серии и та-самая-девочка-с-бантом-на-спине. Несмотря на юный возраст (только к пятой части ей исполнилось восемнадцать), стала важным человеком в клане Мугэн Тэнсин. Росла в тени славы своей двоюродной сестры, как «проклятый ребенок», — отцом был злодей Райдо, который изнасиловал её мать. Стремилась стать самым сильным ниндзя своего клана и доказать, чего она стоит. Не остановится ни перед чем и убьет любого, кто будет ей мешать.